# 宇野史織
宇野 史織（うの しおり、1995年4月18日 - ）は、大阪府出身のハンドボール選手。日本ハンドボールリーグのHC名古屋所属。

## 経歴
大阪教育大学時代は2014年に第2回U-22東アジア選手権の日本代表に選出。
2015年は西日本学生ハンドボール選手権大会で優秀選手賞を受賞。
2017年は全日本学生ハンドボール選手権大会（インカレ）で優秀選手賞を受賞した。
2018年に日本ハンドボールリーグのHC名古屋へ加入。

## 詳細情報

### 年度別成績
| 年       | チーム   | 試合 | フィールド 得点 | 率   | 7m  | 合計  | 警告 | 退場 | 失格 |
| -------- | -------- | ---- | --------------- | ---- | --- | ----- | ---- | ---- | ---- |
| 2018-19  | HC名古屋 | 24   | 26/51           | .510 | 0/0 | 26/51 | 6    | 10   | 2    |
| JHL：1年 | JHL：1年 | 24   | 26/51           | .510 | 0/0 | 26/51 | 6    | 10   | 2    |

- 各年度の太字はリーグ最高

### 記録

#### 日本ハンドボールリーグ
- フィールドゴール初得点：2018年9月24日、対飛騨高山ブラックブルズ岐阜戦（下呂交流会館）[6]

### 背番号
- 19 (2018年 - )

## 代表歴

### 日本代表U-22
- U-22東アジア選手権 (2014年)